# NGC 3786
NGC 3786 este o galaxie spirală barată situată în constelația Ursa Mare. A fost descoperită în 10 aprilie 1831 de către John Herschel. Se află la o distanță de 41,6 de megaparseci de Pământ.